# Viggianello, Corse-du-Sud
Viggianello (korziško Vighjaneddu) je naselje in občina v francoskem departmaju Corse-du-Sud regije - otoka Korzika. Leta 2007 je naselje imelo 565 prebivalcev.

## Geografija
Kraj leži v jugozahodnem delu otoka Korzike 15 km severno od Sartène.

## Uprava
Občina Viggianello skupaj s sosednjimi občinami Arbellara, Fozzano, Olmeto, Propriano in Santa-Maria-Figaniella sestavlja kanton Olmeto s sedežem v istoimenskem kraju. Kanton je sestavni del okrožja Sartène.
1. ↑  »Populations légales 2016«. Nacionalni inštitut za statistične in gospodarske raziskave. Pridobljeno 25. aprila 2019.